# William Fitzroy, 6:e hertig av Grafton
William Henry Fitzroy, 6:e hertig av Grafton, född 1819 i London, död 1882 i London. Han var son till Henry FitzRoy, 5:e hertig av Grafton.
Han gifte sig 1858 med Hon. Marie Anne Louise Baring (1833-1928), dotter till Francis Baring, Baron Ashburton. Barnlös.
William Henry Fitzroy var parlamentsledamot (liberal) 1847-1863.